# Kościół Nawiedzenia Najświętszej Maryi Panny w Pińczowie
Kościół Nawiedzenia Najświętszej Maryi Panny w Pińczowie – rzymskokatolicki kościół parafialny i jednocześnie świątynia zakonu franciszkanów reformatów oraz Sanktuarium Matki Bożej Mirowskiej mieszcząca się w Pińczowie, w dzielnicy Mirów, w województwie świętokrzyskim. Należy do dekanatu pińczowskiego diecezji kieleckiej.

## Historia
W 1587 roku został ufundowany kościół na Mirowie przez biskupa Piotra Myszkowskiego. Budowla została ukończona przez Ferdynanda Myszkowskiego syna Zygmunta Gonzagi Myszkowskiego w 1619 roku. W październiku 1683 roku zostali sprowadzeni do Pińczowa przez Stanisława Kazimierza Myszkowskiego franciszkanie reformaci, którzy założyli swój klasztor i zaczęli opiekować się świątynią. Zakonnicy mieszkali w klasztorze do 1910 roku, kiedy to zmarł ostatni reformat Innocenty Boniszewski. Następnie klasztor został zlikwidowany przez władze carskie. Jeszcze przed śmiercią zakonnika, część zabudowań klasztornych została przebudowana na szpital. W czasie I wojny światowej, kościół został częściowo uszkodzony. W 1928 roku reformaci reaktywowali swój klasztor.

## Obraz Matki Bożej Mirowskiej

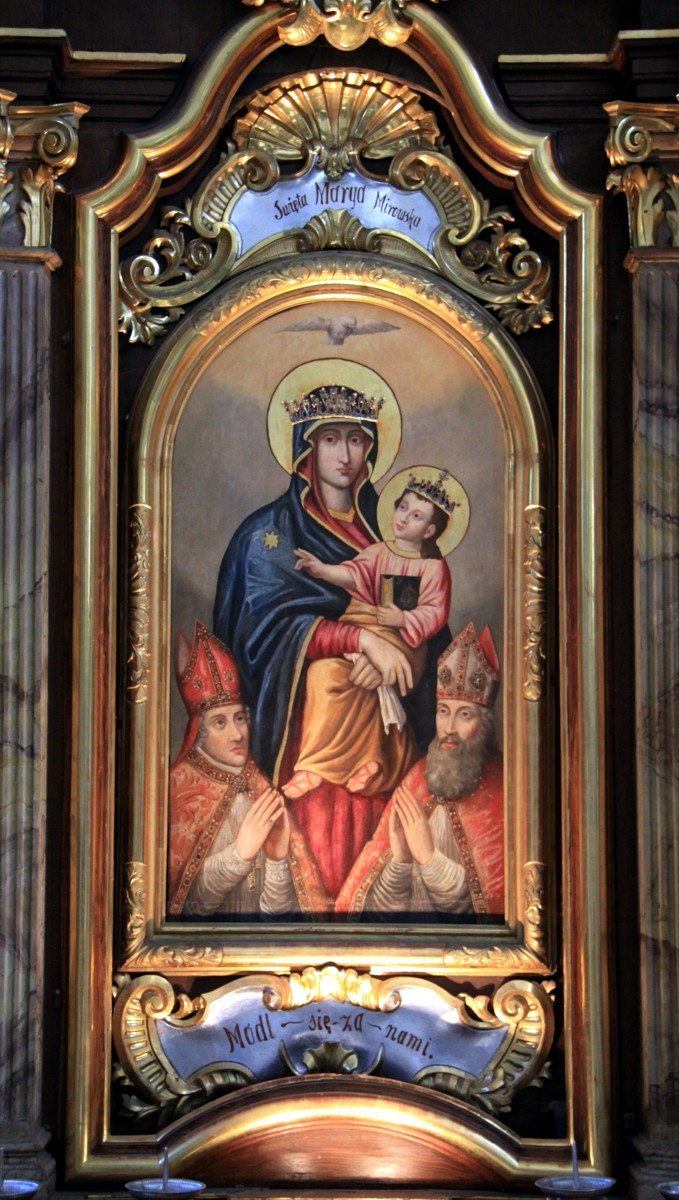
Obraz Matki Bożej Mirowskiej z Dzieciątkiem

Z lewej strony transeptu świątyni jest umieszczony cudowny obraz Matki Bożej Mirowskiej namalowany na wzór Salus Populi Romani z rzymskiej Bazyliki Matki Bożej Większej. Zapewne obraz został namalowany około 1600 roku na zlecenie Zygmunta Gonzagi Myszkowskiego w pracowni Tomasza Dolabelli, nadwornego malarza królów z dynastii Wazów w Krakowie. Wizerunek został namalowany na deskach. Przedstawiona jest na nim Matka Boża w pozycji stojącej, trzymająca dzieciątko na lewej ręce. W dolnej części są przedstawieni święci: Stanisław i Wojciech. Pierwszym miejscem przechowywania obrazu była kaplica zamku Myszkowskich. W 1683 roku wizerunek został przeniesiony do świątyni. W 1992 roku obraz został ukoronowany przez Józefa Kowalczyka, ówczesnego nuncjusza apostolskiego